# Route A14 (Lettonie)
Pour les articles homonymes, voir A14.
La route A14 (Autoceļš A14) est une  route nationale de Lettonie contournant Daugavpils par l'ouest. Elle mesure 15,6 km. Elle fait partie de la route européenne 262.